# St. Halvards plass
St. Halvards plass, alternativt St. Hallvards plass, är en liten öppen plats mellan Minneparken och Oslo gate i Gamlebyen i Oslo.
Platsen anlades 1867, under en tidsperiod då de första stenhusen uppfördes i Gamlebyen och det fanns stora planer på byggande av flervåningsbostadshus i området. St. Halvards gade var från medeltiden infartsgata från nordost och ledde till Østre strete. Denna gavs en skarp vinkel, så att den slutade vinkelrätt i Oslo gate söder om St. Hallvards plass och Oslo torg. 
På flera kartor, bland annat sådana från 1816 och 1843 går det en gata från Oslo gate snett uppåt till St. Halvards gate. Mellan denna gata och Oslo gate, till större delen ovanpå Hallvardskatedralens ruiner, fanns en mängd hus, varav många hade källare som var byggda av sten från ruinen. Först 1861 blev ruinen synlig efter utgrävningar i St. Halvards strete. År 1865 gjordes fortsatta utgrävningar av arkeologen Nikolay Nikolaysen för Foreningen til norske fortidsmindesmærkers bevaring, varvid framkom var kyrkan exakt legat. 
På en karta från 1869 hade Galgebergsgaden bytt namn till St. Halvards plads, vilken gick snett ned mot Oslo gate. De byggnader som låg ovanpå ruinen efter Hallvardskatedralen revs efterhand och Minneparken anlades i stället där 1932.
St. Halvards plass är triangulär i formen och längs platsen finns två flerbostadshus, varav ett från slutet av 1800-talet. Det andra är ritat av den senere stadsarkitekten Harald Aars i sen jugendstil och uppfördes 1911–1912.
Vid St. Halvards plass låg tidigare spårvägshållplatsen "St. Halvards plass" för trafik på linjerna 18 och 19 mot centrum, och på andra sidan av gatan för trafik i riktning Ljabru. Hållplatsen öppnades 1878 på Gamlebylinjen med hästspårvagnar och flyttades 2020 till Dronning Eufemias gate väster om Oslo torg efter en omföring av linjesträckningen.

## Bildgalleri

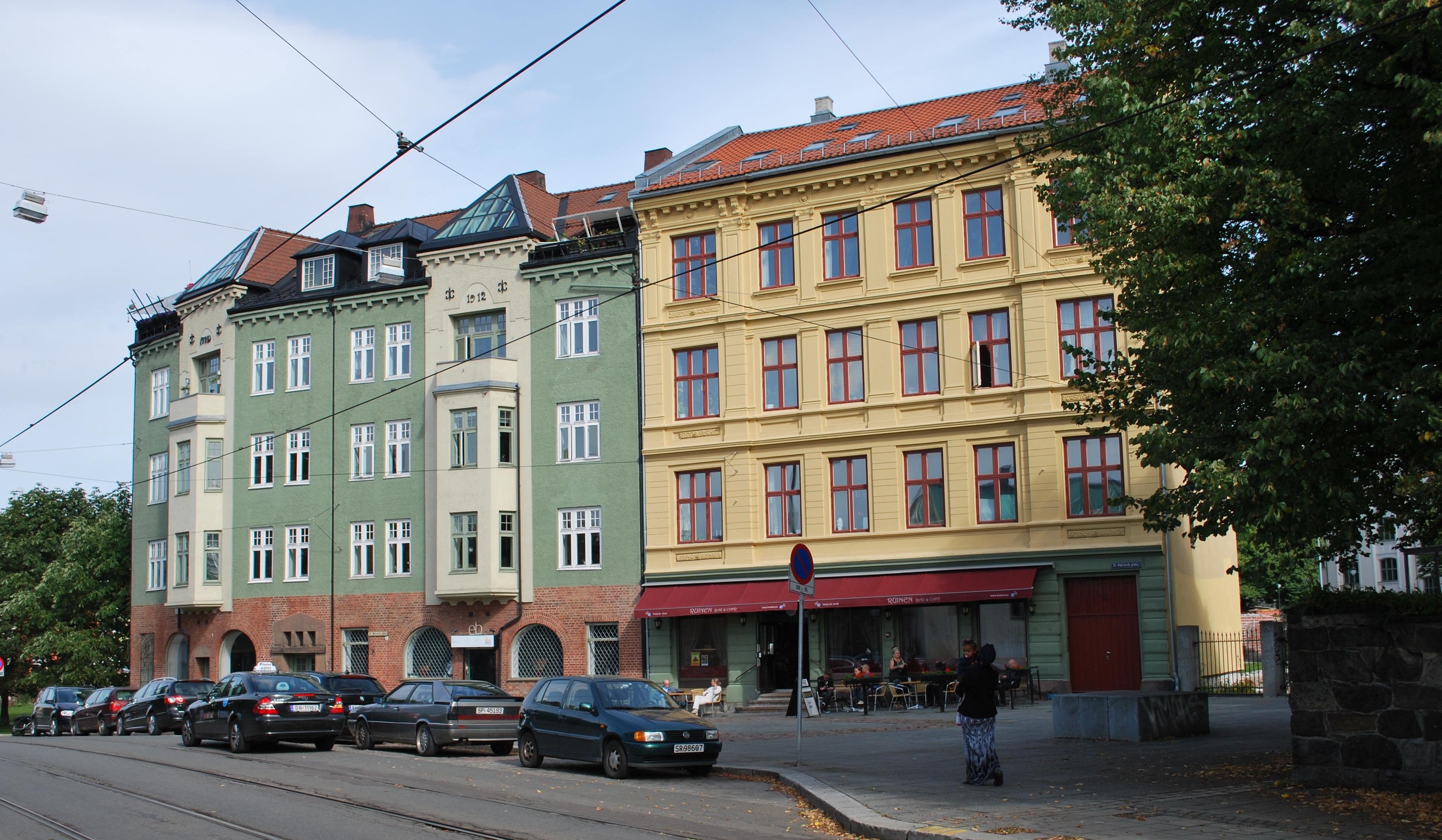
St. Halvards plass sedd från Oslo ladegård
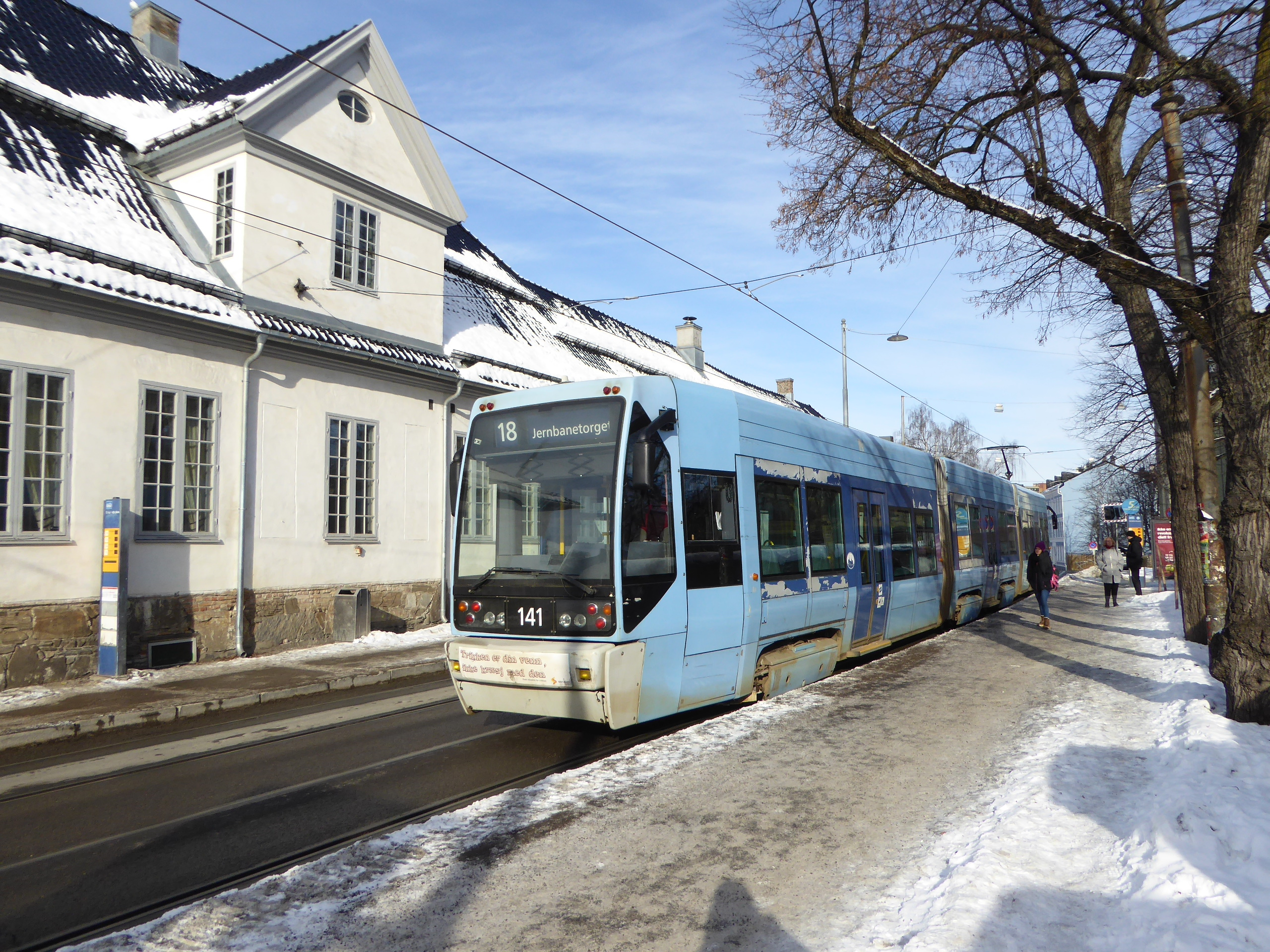
En Ansaldobreda SL-95-spårvagn på linje 18 framför Oslo ladegård, 2018
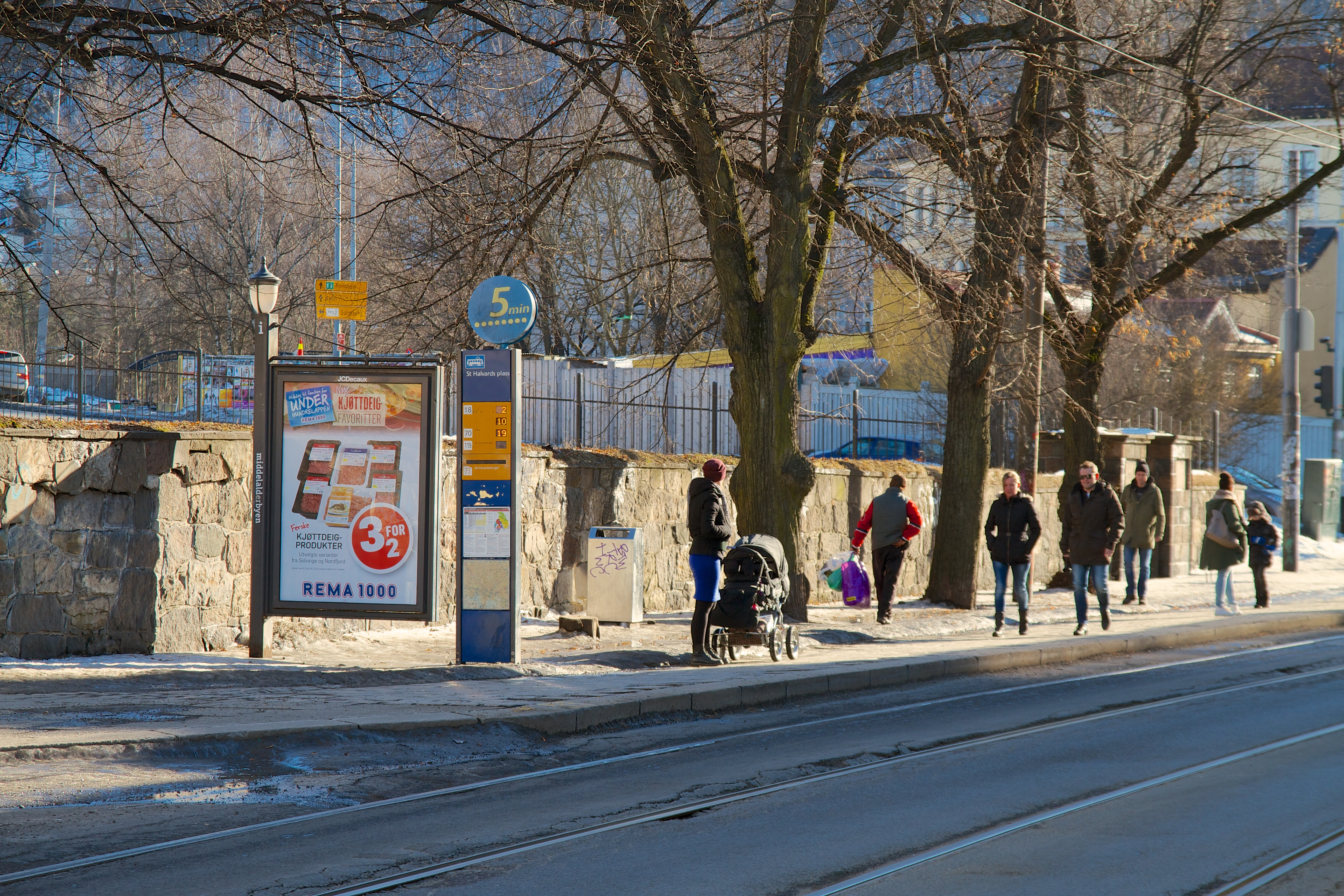
Den tidigare spårvagnshållplatsen St. Halvards plass, 2013